# Il libro della polvere
Il libro della polvere è una trilogia fantasy dello scrittore britannico Philip Pullman. Essa accompagna la trilogia principale di Queste oscure materie; come disse anche lo stesso Pullman, non è un sequel ma un "equel" (ovvero una storia parallela), poiché la narrazione si svolge sia prima che dopo le vicende della trilogia principale.
Il primo libro, La belle sauvage , racconta le vicende della protagonista, Lyra Belacqua, 10 anni prima di La bussola d'oro. Saranno presenti molti degli elementi che hanno caratterizzato la trilogia principale, tra cui l'aletiometro, i daimon e il Magisterium.
Il secondo libro, Il regno segreto è uscito il 3 ottobre 2019.

## Storia
Pullman pensò a Il Libro della Polvere prima ancora di pubblicare La Oxford di Lyra nel 2003; non iniziò a scriverlo però. Nell'aprile del 2005, scrive sul suo sito web che i lavori sul libro erano "in corso" ("under way"). Nel 2007, lo descrive come "una grande opera" ("a big, big book"). Nel 2009 viene intervistato per la rivista Cherwell dell'Università di Oxford, dichiarando che Il Libro della Polvere stava "crescendo" ("growing") ma anche "creando difficoltà che a quanto pare lo stanno rendendo più lungo del previsto" ("encountering complexities that seem to be making it longer than I thought it would be"). Nel 2011, Pullman disse che stava considerando l'idea di dividere Il Libro della Polvere in due volumi: il primo avrebbe trattato le vicende antecedenti alla trilogia principale di Queste Oscure Materie, il secondo avrebbe trattato invece le vicende successive alla stessa. Nel settembre 2012, Pullman dichiara alla BBC che si sarebbe ormai concentrato esclusivamente su Il Libro della Polvere, di cui aveva già scritto 220 pagine. A dicembre dello stesso anno, dichiara alla rivista Wired che si sarebbe preso tutto il 2013 e gran parte del 2014 da dedicare alla stesura del libro. Nel 2016 sta ancora scrivendo e promette che non si sarebbe tagliato i capelli fino al completamento del libro.

## Annunci
Il 14 febbraio 2017, Pullman annuncia che Il Libro della Polvere sarebbe stata una trilogia: il primo libro ambientato 10 anni prima di Queste Oscure Materie e gli altri due libri ambientati 10 anni dopo. La trilogia vedrà "l'inizio e la fine con Lyra" ("will begin and end with Lyra"), oltre a diversi altri personaggi dalla trilogia principale. I tre libri avranno come tema principale la Polvere e la religione descritta nella trilogia principale.
Il primo libro, La belle sauvage, è uscito in edizione italiana il 19 ottobre del 2017 edito da Salani.
Nel novembre del 2020 è uscito in italiano anche il secondo libro, Il regno segreto, sempre presso Salani.
Il 12 maggio 2025, tramite il suo profilo Instagram, Philip Pullman annuncia l'uscita del terzo volume, dal titolo The Rose Field, prevista per il 23 ottobre 2025.